# Spálovský mlýn
Spálovský mlýn je rekreační areál v Oderských vrších.

## Historie
Nejstarším vodním mlýnem na Spálovském katastru byl Spálovský mlýn č. 123 na řece Odře, který údajně pocházel ze 14. století. Na jeho stáří nepřímo upozorňují tři cesty od nepaměti označované jako Mlýnice a vedoucí k mlýnu ze Spálova, Klokočova a Klokočůvku. Spálovský mlýn byl vrchnostenský majetek a náležel ke Spálovské tvrzi, jak dokládá urbář z roku 1623.
Od roku 1623 se vystřídalo celkem 15 mlynářů. Působící mlynář míval vždy mlýn jen v pronájmu od vrchnosti. Nejdéle se na chodu Spálovského mlýna podílel rod Malcherů, který jej držel po 6 pokolení od roku 1708 až do roku 1806. Pak rod přešel přímo do Spálova. Mlýn měl v té době troje složení a příslušely k němu ještě vodní pila a chovný rybník.
V roce 1901 Spálovský mlýn vyhořel. Za majitele Jana Plattera, hraběte z Broelu (1906–1916), byl mlýn přeměněn v továrnu na umělá hnojiva. Poslední provozovatel, Ing. Josef Hanel (1926–1945), využíval objekt jako pilu a vodní kolo nahradil turbínou o výkonu 25 kilowatt.
Po konfiskaci v roce 1945 slouží areál bývalého mlýna s navazujícím okolím jako dětské rekreační středisko. Z dřívějších objektů mlýna je zachována protáhlá patrová budova někdejší mlýnice a strojovny.
V roce 2017 převzal areál nový provozovatel Spálovský mlýn s.r.o., který se snaží zkvalitnit a rozšířit provoz a vybavení rekreačního areálu.

## Současnost
Areál Spálovský mlýn je umístěn v nádherném prostředí Oderských vrchů, přímo u řeky Odry. Toto místo již více než 50 let poskytuje zázemí pro organizaci letních táborů a jiné druhy skupinové rekreace. Několika dekádami ověřený areál má od roku 2017 nového majitele, který se zhurta pustil do rekonstrukce a rozvoje legendárního střediska Spálovský mlýn.
Areál v současné době disponuje celkovou kapacitou 120 lůžek (80 lůžek v čtyřlůžkových turistických vytápěných chatkách, 40 lůžek v dalších budovách). Stravování je zajištěno v jídelně s vlastní kuchyní s kapacitou 170 míst. K využití je velké travnaté hřiště i tábořiště, a to vše na vlastním pozemku o rozloze 30 tis. m2. 

## Okolí
Okolí rekreačního areálu Spálovský mlýn je klidné a nabízí různé turisticky zajímavé cíle jak pro pěší, tak i cykloturistiku. V nejbližším okolí se nachází poutní místo Panna Maria ve skále (Mariastein), vrásový soubor v Klokočůvku, přírodní památka Na Čermence nebo třeba nejmenší větrný mlýn v ČR ve Spálově. Z širšího okolí je to pak zřícenina hradu Vikštejn, CHKO Poodří, vodní přehrada Kružberk, zámek v Hradci nad Moravicí nebo třeba Zbrašovské aragonitové jeskyně v Teplicích nad Bečvou.